# Ахатины
Ахати́ны (лат. Achatina) — род сухопутных брюхоногих моллюсков из семейства ахатинид отряда стебельчатоглазых. Широко распространены в странах с тропическим климатом; некоторые виды признаны инвазивными и являются вредителями сельскохозяйственных растений.

## Раковина
Улитки этого рода имеют средние и крупные раковины овальной формы и часто с красочными прожилками.

## Распространение
В Африке к югу от Сахары насчитывается около 200 видов ахатин. 
Ряд видов, ранее относимых к роду Achatina, ныне выделяется в самостоятельный род Lissachatina (прежде считавшийся подродом); в частности, в этот род были перемещены хорошо известные ахатина гигантская (A. fulica, теперь L. fulica) и A. reticulata (теперь L. reticulata).